# Мамиконяны
Мамиконя́ны (арм. Մամիկոնյաններ) — один из крупнейших армянских нахарарских родов IV—VIII веков. С IV века н. э. Мамиконяны наследственно занимали должность верховного военачальника Армении. Мамиконяны владели обширными территориями в Тайке и Тароне, а в позднем средневековье — также мелкими княжествами в районе Дсеха (в Лори) и Урцадзора (Айрарат).

## Происхождение
Как отмечает «Encyclopædia Iranica», о происхождении Мамиконянов в современной науке существуют разные версии. 
Николай Адонц и особенно Кирилл Туманов считали, что родословная Мамиконянов должна быть связана с Грузией. Эта же версия изложена у Роберта Хьюсена. Они должны происходить из картвельской племени чанов (или лазов поселившихся в окрестностях Тайка). Согласно А. Редгейт, Манкей, защищавший Тигранокерту, мог бы предком Мамиконян и, возможно, грузинского происхождения. Согласно Кристиана Сеттипани, Мамиконяны, которые утверждали, что являются выходцами из Китая, скорее всего, происходили из Иберии. 
Согласно Рене Груссе, Мамиконяны, согласно хронистам, предположительно, были иммигрантами, прибывшими из Центральной Азии, возможно, даже из Китая, но данное утверждение трудно подтвердить.
Также существует версии о скифском (Эдуард Гиббон) и персидском (Алла Тер-Саркисян) происхождении. Другие источники относят его к Среднеазиатскому или Дербентскому региону.

### Легендарные версии о происхождении
Сами Мамиконяны утверждали что они происходят из королевского рода области Ченк, традиционно ассоциируемый с Китаем. В средневековой армянской традиции есть два варианта происхождения рода Мамиконянов. 
Согласно Мовсесу Хоренаци и Себеосу род Мамиконянов вел происхождение «от царей страны ченов», под которой подразумевался Китай (чинастан по-армянски). Два брата, Мамик (Мамкон, согласно Хоренаци) и Конак, будучи китайскими князьями подняли восстание против императора Китая и после поражения нашли укрытие у персидского царя Ардашир Папакана. После требования императора выдать беглецов сын Ардашира, Шапур I, отсылает их к своему родственнику, царю Армении. В это время в Армении против царя восстал нахарар Слкуни. С согласия царя братья убили восставшего нахарара, за что получили вотчину и титул нахараров. Братья поселились в гаваре Тарон возле горы Сим и стали прародителями рода Мамиконянов. 
Второй вариант легенды описан в «Истории Тарона» Иоанном Мамиконяном. Согласно ему два индийских принца, Деметр и Гизане, подняли восстание против индийского царя и после поражения бежали к армянскому царю Вагаршаку, который предоставил им княжество Тарон, где они построили город Вишап. Через несколько лет царь убил двух братьев и отдал княжество трем их сыновьям, которые построили три города, названные в свою честь.

## Исторический очерк
После упадка армянской царской линии (428 г.), Мамиконяны, главными соперниками которых являлись семья Багратуни, самостоятельно отстаивали свои интересы в отношении Византии или Персии, проводя, индивидуальную внешнюю политику. В 432 году Вардан Мамиконян занял должность спарапета Армении. В 450—451 он возглавил восстание против владычества Ирана (Государство Сасанидов). Вардан одержал ряд побед над иранскими войсками, он был избран главой восставших. Он погиб в Аварайрской битве (451). Движение под руководством Вардана Мамиконяна Армения восстановило внутреннее самоуправление. Арабское нашествие в VII веке означал крушение традиционно «романофильских» Мамиконянов: в конечном итоге они потеряли почти все свои владения и большую часть своего политического веса.
Согласно К. Туманову, феодальные дома Грузии, такие как Орбелиани-Липаритиды и Туманяны Дсеха (они же картвелизированные Туманишвили) произошли от Мамиконян.

## Известные представители
- Шушаник — супруга Варскена, дочь Вардана Мамиконяна; Почитается как мученица Грузинской православной и Армянской церквями.

### Спарапеты Мамиконянов
- Артавазд Мамиконян, Мушех Мамиконян, Манвел Мамиконян, Хамазасп Мамиконян, Ваган Мамиконян.
- Ваче Мамиконян — армянский полководец, победивший вместе с Римской армией 338 году Санатрука.
- Вардан Мамиконян — выдающийся средневековый армянский спарапет.
- Васак Мамиконян — армянский спарапет, возглавлявший восстание вместе с Нерсесом I.